# Miconia vismioides
Miconia vismioides är en tvåhjärtbladig växtart som beskrevs av José Jéronimo Triana. Miconia vismioides ingår i släktet Miconia och familjen Melastomataceae. Inga underarter finns listade i Catalogue of Life.